# Maria Crocifissa Satellico
Suor Maria Crocifissa, al secolo Elisabetta Maria Satellico (Venezia, 31 dicembre 1706 – Ostra Vetere, 8 novembre 1745), è stata una religiosa italiana del monastero delle clarisse di Ostra Vetere, del quale fu anche badessa. È stata beatificata da papa Giovanni Paolo II nel 1993.
Il suo elogio si legge nel Martirologio romano all'8 novembre.

## Biografia
Nacque a Venezia il 9 gennaio 1706 da Pietro Satellico e Lucia Mander.
Ebbe fin da giovanissima la vocazione religiosa: a quattordici anni entrò come educanda nel monastero delle monache clarisse di Ostra Vetere, nella diocesi marchigiana di Senigallia. A diciannove anni, il 13 maggio 1725, vestì l'abito religioso, prendendo il nome di Maria Crocifissa, a significare il suo desiderio di essere conforme a Gesù Crocifisso. Dopo l'anno di noviziato, fece la professione religiosa il 19 maggio 1726. Provata da afflizioni spirituali e corporali, fu tormentata per tutta la vita anche da assalti demoniaci. Ebbe come direttori spirituali il minore conventuale Angelo Sandreani e padre Giovanni Battista Scaramelli, suo primo biografo. Protagonista di prodigi soprannaturali e fenomeni mistici, fu prima eletta badessa del monastero e poi vicaria, fino alla morte avvenuta a trentanove anni l'8 novembre 1745. È sepolta nella chiesa di Santa Lucia di Ostra Vetere.